# Ruscello di Horsebere
Horsbere Brook è un affluente del fiume Severn. Ha origine a Great Witcombe e scorre in direzione nord-occidentale verso Longford, dove sfocia nel Severn.
Una parte del ruscello costituisce un tratto del confine tra i villaggi di Longford e Longlevens. L'Horsbere è incanalato in condotte mentre passa sotto le strade A40, A38, A417 e A46.

## Corso
A partire da Great Witcombe, il ruscello scorre in una direzione quasi rettilinea verso nord-ovest, attraversando il centro di Brockworth prima di entrare a Gloucester. Man mano che l'Horsbere Brook si dirige a nord-ovest, inizia a interagire maggiormente con gli insediamenti umani e le infrastrutture. Attraversa le zone di Hucclecote e Barnwood, dove le sue sponde sono talvolta rinforzate per far fronte allo sviluppo urbano. In questa fase, il torrente attraversa l'area di accumulo per le inondazioni del Horsbere Brook.
Proseguendo il suo viaggio verso ovest, Horsbere Brook entra a Longlevens, una zona suburbana di Gloucester. Qui, il ruscello scorre dolcemente attraverso spazi aperti, parchi e quartieri residenziali, con numerose passerelle e sentieri che consentono l'accesso al pubblico. L'Horsbere Brook sfocia infine nel canale orientale del fiume Severn . In questa zona bassa, il ruscello si allarga leggermente e rallenta il suo corso, trasportando sedimenti e sostanze nutritive verso la sua destinazione finale. Il punto esatto in cui l'Horsbere Brook sfocia nel Severn dipende dai livelli dell'acqua e da eventuali modifiche su piccola scala all'idrologia locale.

## Schema di mitigazione delle inondazioni
In risposta alle gravi inondazioni del 2007, l'Agenzia per l'ambiente ha realizzato l'Horsbere Brook Flood Alleviation Scheme, completato nel 2011. Questo progetto ha comportato lo scavo di 120.000 metri cubi di terra per creare una grande area di stoccaggio anti-alluvione adiacente alla A417 Barnwood Link Road.
Il progetto è stato ideato per proteggere oltre 350 abitazioni a Elmbridge e Longlevens da inondazioni che hanno una probabilità su 100 di verificarsi in un dato anno. Quando la portata nell'Horsbere Brook aumenta, l'acqua in eccesso confluisce nell'area di stoccaggio e viene gradualmente rilasciata nel torrente quando la portata del fiume diminuisce. Il sito ha una capacità di stoccaggio totale di 170.000 metri cubi.